# Østerild Sogn
Østerild Sogn er et sogn i Thisted Provsti (Aalborg Stift).
I 1800-tallet var Østerild Sogn og Hjardemål Sogn annekser til Hunstrup Sogn. Alle 3 sogne hørte til Hillerslev Herred i Thisted Amt, og de har udgjort en sognekommune. Men Østerild var en selvstændig sognekommune, da den ved kommunalreformen i 1970 blev indlemmet i Thisted Kommune.
I Østerild Sogn ligger Østerild Kirke.
I sognet findes følgende autoriserede stednavne:
- Abildhave (bebyggelse)
- Havland (bebyggelse)
- Havrehuse (bebyggelse)
- Havør Huse (bebyggelse)
- Hovsør (bebyggelse, ejerlav)
- Hovsør Havn (vandareal)
- Hovsør Røn (areal)
- Lunager (areal)
- Ravnshøj (areal)
- Storesande (areal)
- Sønderby (bebyggelse)
- Tovsig (bebyggelse, ejerlav)
- Vesterby (bebyggelse)
- Østerild (bebyggelse, ejerlav)
- Østerild Fjord (vandareal)
- Østerild Havreland (bebyggelse)
- Østerild Plantage (areal, bebyggelse)